# Чеченський драматичний театр імені Ханпаші Нураділова
Чеченський державний драматичний театр імені Ханпаші Нурадилова — чеченський національний театр у Грозному.

## Історія

### Становлення
Чеченський драматичний театр ім. Ханпаші Нураділова офіційно відкрився 1 травня 1931 як театральна студія. Насправді, працювати він почав дещо раніше. Засновником та першим директором театру був Абдурахман Авторханов.
У 1933 році студією була представлена дипломна вистава «Червона фортеця» за п'єсою Саїда Бадуєва, присвячена подіям громадянської війни в Чечено-Інгушетії. Згодом студію перетворили на Чеченський державний драматичний театр. На початку 1930-х років театр ставив спектаклі за п'єсами молодих чеченських письменників Саїда Бадуєва, Д. А. Шеріпова, Б. Музаєва, українських драматургів Олександра Корнійчука, Володимира Білль-Білоцерківського, поставлених режисерами В. Шатовим, А. Тугановим, Арчилом Чхартішвілі. Здобували досвід і популярність артисти Мовжди Бадуєв, Тамара Алієва, Асет Ісаєва, Ярагі Зубайраєв, Зінаїда Ісакова, Х. Мусаєв та інші.
У 1934 році були об'єднані Чеченська та Інгуська області. Керівництво нової Чечено-Інгуської автономної області звернулося до керівництва Грузії із проханням допомогти у розвитку театрального мистецтва. До Грозного був присланий режисер Арчіл Чхартішвілі. Крім того, група молодих артистів була запрошена на навчання до Грузинського державного академічного театру імені Шота Руставелі (Тбілісі). Педагогами чеченських артистів-початківців були Сандро Ахметелі, Акакій Хорава, Акакій Васадзе.
У 1937 році в театрі почав працювати перший режисер-чеченець — випускник ГІТІСа Гарун Батукаєв. Його першою роботою в театрі була його дипломна вистава «Хоробрий Кікіла».
У 1940 році працівникам театру Гаруну Батукаєву, Мовжді Бадуєву, Ярагі Зубайраєву, В. Вайнштейну, Б. Ільясову, О. Горчханову, І. Ібрагімову присвоїли почесне звання «Заслужений артист Чечено-Інгуської АРСР».
У 1938 році в ГІТІСі була відкрита Чечено-Інгушська студія. Перші сорок вихідців із Чечні почали освоювати професію артиста. Але завершити навчання їм завадила Німецько-радянська війна.

### Німецько-радянська війна
Більшість чоловічого складу театру добровольцями пішли на фронт. Колектив театру під керівництвом Г. Батукаєва та А. Свободіна створював вистави військово-патріотичного змісту, які виконувались перед населенням республіки, у шпиталях та перед бійцями Червоної армії під Краснодаром, Армавіром, Моздоком. За два з половиною роки дали понад тисячу вистав. Із чеченських артистів, що пішли на фронт, чотирнадцять загинули на полях битв. У 1942 театру присвоєно ім'я Ханпаші Нураділова.

### Депортація
У 1944 році чеченці та інгуші були депортовані. Діяльність театру через це перервали на 13 років. Колектив театру був розсіяний по всій Середній Азії.

### Відновлення театру
1957 року, коли театр відтворили, усе довелося починати з нуля. У 1958 році театр відновив свою діяльність виставами «Асланбек Шеріпов» Халіда Ошаєва, «Хвилі Терека» М. М. Мусаєва, «Дівчина з гір», «Совдат і Дауд» Абдул-Хаміда Хамідова. Молоді артисти Альві Денієв, Дагун Омаєв, Зулай Багалова, С. Магомадов, Х. Нунуєв та багато інших переймали досвід у таких майстрів сцени, як А. Хамідов, Ваха Татаєв, Хава Хакішева, Х. Мустапаєва, А. Ташухаджієва та інші.
Багато режисерів Грозненського російського драматичного театру імені М. Ю. Лермонтова, такі, наприклад, як Н. Децик та В. Вайнштейн ставили вистави й у театрі Лермонтова, й у театрі Нураділова. Водночас і Руслан Хакішев, і Мімалт Солцаєв здійснили низку постановок на сцені театру Лермонтова.
У 1960—1980-ті роки творчий склад поповнюється випускниками провідних театральних вишів Москви, Ленінграда, Тбілісі, Воронежа, учнями видатних театральних діячів М. М. Мінаєва, І. Савельєва, Владислава Стржельчика, Георгія Товстоногова, М. Сулімова, З. Гушанського, В. Якута, Василя Меркур'єва, В. Андрєєва. Основний репертуар театру мав героїко-романтичний характер.
Чеченські композитори та хореографи вносили до вистав національний колорит. Це — Аднан Шахбулатов, Саїд та Алі Дімаєви, С-Е. Януркаєв, Дікалу Музакаєв.
У репертуарі театру були спектаклі за творами класиків чеченської, російської та зарубіжної літератури: Вільям Шекспір, Гарсіа Лорка, П'єр Корнель, Гоголь, Ідріс Базоркін, Саїд Бадуєв. Також ставлять п'єси за творами авторів із країн СНД та національних околиць Росії: О. Йоселіані (Грузія), Андрія Макайонка (Білорусія), Чингіза Айтматова (Киргизія), Йона Друце (Молдова), Расула Гамзатова (Дагестан), Туфана Мінулліна (Татарстан), Георгія Хугаєва (Осетія) та ін.
Із чеченським театром співпрацювали відомі майстри театрального мистецтва Росії — режисери, художники, композитори, хореографи: Б. Шатрін, А. Славін, В. Серебровський, К. Мурзабеков, Мікаел Тарівердієв, Ю. Громов.
Театр багато гастролював, знайомлячи зі своєю творчістю аудиторії Москви, Ленінграда, Грузії, Казахстану, республік Північного Кавказу.
У 1967 році на Всесоюзному конкурсі нових драматичних творів вистава «Падіння Бож-Алі» за п'єсою Абдул-Хаміда Хамідова була нагороджена дипломом III ступеня. Ця вистава, яка нині перейменована в «Бож-Алі», досі з незмінним аншлагом ставиться на сцені Чеченського театру. П'єса була перекладена турецькою, арабською та іншими мовами і була поставлена на сценах театрів Туреччини, Йорданії, Сирії, Татарстану, Башкортостану та інших.
У 1977 році спектакль «Пісні вайнахів» режисера Руслана Хакішева був удостоєний Державної премії РРФСР ім. Станіславського. У 1983 році вистава Мімалта Солцаєва «Ленініана» так само відзначена Державною премією РРФСР. Вистави театру також отримали високі оцінки на фестивалях драматургії народів СРСР, РРФСР, Болгарії, Угорщини.
У 1980-х років з'явилися вистави на раніше заборонену тематику історії чеченського народу. Це «Земля батьків» Руслана Хакішева (за мотивами чеченського фольклору), «Свобода чи Смерть!» Мімалта Солцаєва (про Кавказьку війну), «Коли руйнується мир» О. Йоселіані та Руслана Хакішева за мотивами повісті Олександра Казбегі «Елісо» (про виселення царизмом чеченців до Туреччини), «Один лише Бог…» Саїд-Хамзата Нунуєва (про депортацію вайнахів до Середньої Азії).

### Російсько-чеченські війни
Під час військових дій у Чеченській Республіці чеченський театр перебував в евакуації в республіках Північного Кавказу та Краснодарського краю. Руслан Хакішев за допомогою колег організував творчі контакти, гастролі та матеріальну підтримку працівників театру.
Артисти Чеченського театру відновили в російському театрі в Черкеську кілька спектаклів зі старого репертуару та побували з ними у різних містах Європи. Також у Черкеську створили молодіжний театр «Прометей», трупу якого становили чеченські актори.
Із 1999 року театр виступав перед біженцями з Чечні в Інгушетії, Кабардино-Балкарії, Карачаєво-Черкесії, у сільських районах Чеченської Республіки. У 1998–2002 роках театр часто гастролював у Німеччині та Великій Британії.
Театр поставив для дітей шість вистав, серед них «Маленький принц» Екзюпері. Благодійні покази вистави пройшли для учнів міст та районів Чечні. У 2006 році театр був нагороджений почесним Дипломом благодійного фонду «Світ Сент-Екзюпері в Росії».

### Післявоєнний період

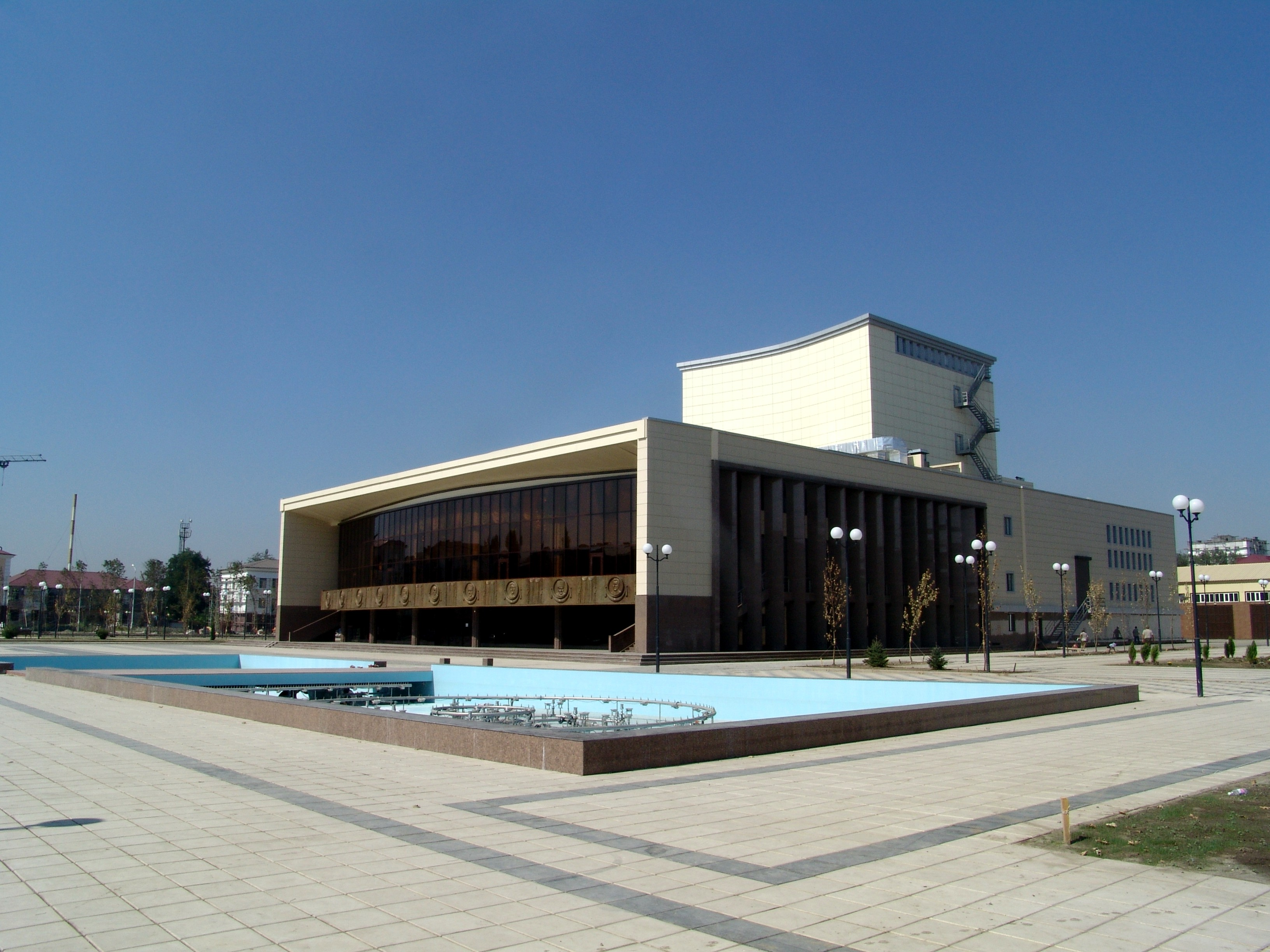
Нова будівля театру

На фестивалі національних театрів Північного Кавказу «Сцена без кордонів» спектакль «Одруження» за п'єсою Миколи Гоголя був визнаний найкращим. Вистава «Бож-Алі» А. Хамідова у 2002 році удостоєна почесного Диплома Міністерства культури Північна Осетія-Аланія та Спілки театральних діячів Російської Федерації. Вистава «Скапен, урятуй кохання!» за п'єсою Мольєра, поставлений за підтримки Маріїнського театру, у 2006 році удостоївся нагород за двома номінаціями, одна з яких — «Висока культура». Ця вистава також з успіхом показувалася в Москві у 2005 році в рамках «Днів культури Чеченської Республіки в Москві».
За участю працівників Чеченського театру 2005 року відродив свою діяльність Грозненський російський драматичний театр імені М. Ю. Лермонтова. Чеченський театр бере участь у багатьох культурних заходах, благодійних акціях, що відбуваються в республіці.
У 2008 році, до відновлення зруйнованої війною будівлі театру, були підготовлені комедія Абдул-Хаміда Хамідова «Бож-Алі», трагіфарс Муси Ахмадова «Той, що пішов за саваном», кримінальна драма А. Мусаєва «Розплата», оперета Узеїра Гаджибекова «Аршин мал алан».
У 2020 році театр переїхав до більш просторої будівлі колишньої Чеченської державної філармонії, а на місце, що звільнилося, переїхав Чеченський державний театр юного глядача.

## У філателії

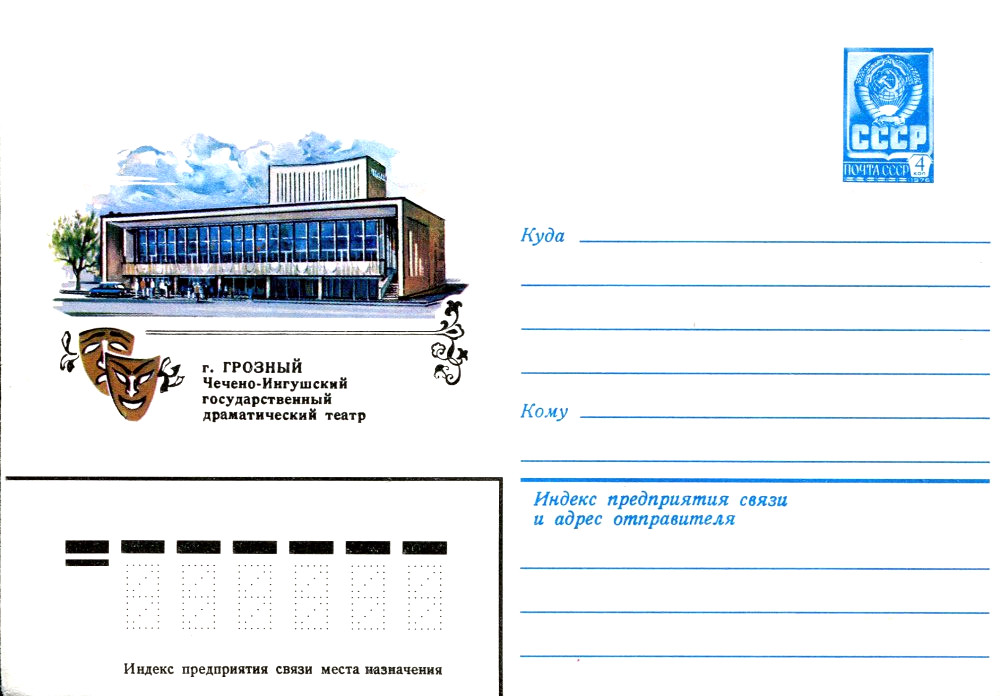
Чечено-інгуський драматичний театр. Художній маркований конверт СРСР. 1979 р.

У 1979 та 1991 роках в СРСР випустили художні марковані конверти із зображенням будівлі театру.

## Вистави
- «Красная крепость» по пьесе Саїда Бадуєва;
- «Бессмертные» Абдул-Хаміда Хамідова;
- «Совдат и Дауд» Абдул-Хаміда Хамідова;
- «Петимат» Саїда Бадуєва
- «Бешто» Саїда Бадуєва;
- «Из тьмы веков» Ідриса Базоркіна;
- «Сид» П'єра Корнеля;
- «Кровавая свадьба» Гарсія Лорки;
- «Земля отцов» Руслана Хакішева;
- «Свобода или Смерть!» Мімалта Солцаєва;
- «Когда рушится мир» О. Йоселіані та Руслана Хакішева;
- «Один лишь Бог…» Саїд-Хамзата Нунуєва;
- «Бож-Алі» Абдул-Хамида Хамидова;
- «Бейбулат Таймієв» М. Мусаєва;
- «Ушедший за саваном» Муси Ахмадова;
- «Расплата» А. Мусаєва;
- «Аршін мал алан» Узеїра Гаджибекова;
- «Весілля» Миколи Гоголя;
- «Скапен, спаси любовь!» за п'єсою Мольєра;
- «Маленький принц» Екзюпері;
- «Песни вайнахов» Руслана Хакішева;
- «Лениниана» Мімалта Солцаєва;
- «Асланбек Шерипов» Халіда Ошаєва;
- «Волны Терека» М. Мусаєва;
- «Девушка с гор» Абдул-Хаміда Хамідова;
- «Гамлет» Шекспіра;

## Відомі працівники театру
- Багалова Зулейхан Мутушівна — провідна актриса театру, Народна артистка Чечено-Інгуської АРСР, Заслужена артистка РРФСР;
- Дєнієв Альві Алійович — видатний комедійний актор, Народний артист Чечено-Інгуської АРСР;
- Дудаєв Муса Абдійович — Народний артист РРФСР;
- Зубайраєв Ярагі Магомадович — провідний артист театру, Народний артист Чечено-Інгуської АРСР, Народний артист РРФСР;
- Омаєв Дагун Ібрагімович — заслужений артист Кабардино-Балкарії, Північної Осетії, Абхазії, Народний артист Чечено-Інгуської АРСР, Заслужений артист РРФСР;
- Солцаєв Мімалт Мусаєвич — театральний режисер, Народний артист РРФСР, Заслужений діяч мистецтв РРФСР ;
- Татаєв Ваха Ахмедович — Народний артист Чечено-Інгуської АРСР, депутат Верховної Ради Чечено-Інгуської АРСР, міністр культури Чечено-Інгуської АРСР;
- Хакішев Руслан Шалаудінович — актор і режисер, головний режисер Чеченського театру, Заслужений діяч мистецтв РРФСР, Народний артист Російської Федерації;
- Хамідов Абдул-Хамід Хамідович — актор, письменник, поет, драматург, перекладач, театральний діяч, Народний артист Чечено-Інгуської АРСР, член Спілки письменників СРСР, голова Спілки письменників Чечено-Інгуської АРСР;
- Ціцкієв Магомет Мухтарович — актор і режисер, Народний артист Чечено-Інгуської АРСР, Заслужений артист РРФСР;
- Яндієва Тамара Хаважівна — актриса театру та кіно, виконавиця естрадних пісень; Народна артистка Інгушетії, Заслужена артистка Чечено-Інгушетії, Північної Осетії, Абхазії.

### Російською
- Абалаева Малика. «Рассказы Шукшина» — на грозненской сцене // Вести республики : газета. — № 166.
- Абалаева Малика. Сеять разумное, доброе, вечное // Вести республики : газета. — 2009. — № 60(992). — С. 7.
- Абалаева Малика. Народов дружба вековая — зерно моей земли // Вести республики : газета. — 2009. — № 60(992). — С. 7.
- Абдулаев Руслан. От балагана до высокого искусства // Столица + : газета. — 2010. — № 26.
- Абдурзакова Фатима. Такой разноликий театр Мельпомены // Молодёжная смена : газета. — 2009. — № 23.
- Айдаев А. Под сенью Мельпомены // Столица + : газета. — 2004. — № 91. — С. 2.
- Аслаханова Лиана. О подвиге языком искусства // Молодёжная смена : газета. — 2010. — № 56.
- Банкурова Роза. Могучее средство возрождения // Свет родины : газета. — 2000. — № 28 июля. — С. 8.
- Банкурова Роза. Пока я верю — я живу… // Объединённая газета : газета. — 2003. — № февраль. — С. 13.
- Берсанукаева Хеди. Любите ли вы театр? // Столица + : газета. — 2003. — № 26. — С. 3.
- Берсанукаева Хеди. Театральный сезон под знаком Чехова // Столица + : газета. — 2010. — № 20-21. — С. 3.
- Берсанукаева Хеди. Чеченскому драматическому — 75! // Столица + : газета. — 2006. — № 37. — С. 3.
- Бетиева Малика. И снова «Бож-Али» // Молодёжная смена : газета. — 2009. — № 85. — С. 3.
- Газиева Аза. Вопреки всем бедам // Вести республики : газета. — 2011. — № 243(1676). — С. 2.
- Газиева Аза. Герои, которых мы ждём // Вести республики : газета. — 2012. — № 27 марта. — С. 4.
- Газиева Аза. Премьера состоялась! // Вести республики : газета. — 2012. — № 128(1561). — С. 4.
- Гайтукаев А. Наш театр — жив, но нуждается в помощи // Вести республики : газета. — 2006. — № 25-26. — С. 3.
- Гапаев Абдулла. … И родился театр // Вайнах : журнал. — 2012. — № 2. — С. 83-94.
- Гапаев А. С. Чеченский драматический театр. — Нч. : ООО «Тетраграф», 2015. — 1000 екз. — ISBN 978-5-00066-066-9.
- Дидигов М. «Гастроли дружбы» продолжаются // Вести республики : газета. — 2011. — № 1. — С. 3.
- Зангиев Омар. Репертуар плюс атмосфера // Комсомольское племя : газета. — 1976. — № 3 июня.
- Ильясов Султан. Машар // Комсомольское племя : газета. — 2006. — № 31-32. — С. 6.
- Калита Л. Испытание истоками // Грозненський робітник : газета. — 1989. — № июнь. — С. 4.
- Караев Руслан. Судьба театра // Вести республики : газета. — 2011. — № 245(1678). — С. 2.
- Лорсанукаев Увайс. 75-й сезон театра Ханпаши Нурадилова // Вести республики : газета. — 2006. — № 45.
- Магомадова Марина. «Хотите создать нацию высокой культуры — создайте театр» (Гёте) // Молодёжная смена : газета. — 2005. — № 25(228).
- Магомадова Марьям. Сто лет жить без бед! // Вести республики : газета. — 2011. — № 244(1677).
- Магомадова Эльза. Энтузиасты чеченского театра // Молодёжная смена : газета. — 2011. — № 41.
- Мы готовы к празднику // Вести республики : газета. — 2011. — № 114.
- Садулаева Ульзана. К 80-летию театра // Территория Che : журнал. — 2011. — № 4. — С. 17-21.
- Сулумова Дэти. Театр поднимает занавес // Вести республики : газета. — 2008. — № 181(863). — С. 5.
- Ташаева Роза. На театральных подмостках // Объединённая газета : газета. — 2001. — № май. — С. 9.
- Умаев Ислам. Аншлаг «Шейха поневоле» // Столица + : газета. — 2010. — № 50. — С. 9.
- Фестиваль расширяет границы // Вести республики : газета. — 2006. — № 2 мая.
- Фёдорова Зинаида. Будем смотреть Мольера // Столица + : газета. — 2004. — № 53. — С. 7.
- Фёдорова Зинаида. Накануне юбилея // Столица + : газета. — 2011. — № 102. — С. 3.
- Фёдорова Зинаида. Открытие 83-го театрального сезона // Столица + : газета. — 2013. — № 110.
- Цакаева Роза. Чужого горя не бывает или размышления после спектакля // Вести республики : газета. — 2011. — № 20(1453).
- Чантиева Я. Из истории Чеченского драматического театра // Терская правда : газета. — 2006. — № 41-42. — С. 8.
- Культурное строительство в Чечено-Ингушетии (июнь 1941—1980 гг.): Сборник документов и материалов. — Гр. : Чечено-Ингушское книжное издательство, 1985.

### Чеченською
- Аболханов Хь. Театр - церан дахар :  [чеч.] // Даймохк : газета. — 2011. — № 51. — С. 3.
- Атабаев С. Синтем боцу лехам :  [чеч.] // Аргун : газета. — 2007. — № 26-27. — С. 6.
- Берсанукаева Хеда. Театр — вайн дахарехь :  [чеч.] // Даймохк : газета. — 2008. — № 33.
- Берсанукаева Хеда. Халонаш эшош :  [чеч.] // Даймохк : газета. — 2005. — № 19 августа. — С. 4.
- Бурчаев Хь. I-Хь. Хамидов а, нохчийн театр а :  [чеч.] // Даймохк : газета. — 2011. — № 141. — С. 2.
- Газиева Аза. Даима шен халкъаца :  [чеч.] // Даймохк : газета. — 2006. — № 34. — С. 3.
- Газиева Аза. Иза даим а шен халкъаца хила :  [чеч.] // Даймохк : газета. — 2004. — № 24. — С. 4.
- Газиева Аза. Даимна шен халкъаца :  [чеч.] // Даймохк : газета. — 2011. — № 141. — С. 2.
- Газиева Аза. Х. Нурадиловн цӏарах йолу нохчийн театр — къоман культуран цхьа хазна :  [чеч.] // Даймохк : газета. — 2011. — № 51. — С. 2-3.
- Мусаева А. Цхьана адамо а кхуллу шен къомах лаьцна ойла :  [чеч.] // Даймохк : газета. — 2012. — № 16 октября.
- Саралиева Т. Театран безамна хьанал хилла :  [чеч.] // Даймохк : газета. — 2011. — № 138.
- Саралиева Т. «Бешто» — юха а сцени тӏехь :  [чеч.] // Даймохк : газета. — № 51. — С. 4.
- Хамидов Хь. Театр — церан дахар :  [чеч.] // Даймохк : газета. — 2007. — № 33. — С. 3.
- Хамидов Хь. Тамашийна нах :  [чеч.] // Даймохк : газета. — 2005. — № 25 марта.
- Хамидов Хь. Со юха а вогӏур ву :  [чеч.] // Даймохк : газета. — 2010. — № 120. — С. 4.
- Эльдерханова З. Театран кхерчахь кхоллаелла ойланаш :  [чеч.] // Даймохк : газета. — 2013. — № 131. — С. 4.
- Эльдерханова З. Театрехь — премьера :  [чеч.] // Даймохк : газета. — 2013. — № 54. — С. 4.
- Эльдерханова З. Хӏусамера сцени тӏе кхаччалц :  [чеч.] // Даймохк : газета. — 2007. — № 33. — С. 3.
- Саралиева Табарк. Со тешна ву театран хиндолчух :  [чеч.] // Даймохк : газета. — 2011. — № 141. — С. 2.